# چشم در برابر چشم (فیلم ۱۹۱۸)
چشم در برابر چشم (انگلیسی: Eye for Eye) یک فیلم صامت در سبک رمانتیک به کارگردانی آلبر کاپلانی و فیلمنامه‌نویسی جون متیس است که در سال ۱۹۱۸ توسط کمپانی مترو پیکچرز منتشر شد. از بازیگران آن می‌توان به آلا نازیمووا اشاره کرد. ریچارد ای. راولند و آلا نازیمووا تهیه‌کنندگان این فیلم بودند. تریلر این فیلم در کتابخانه کنگره نگهداری می‌شود، همچنین شواهد بدست‌آمده نشان می‌دهد که ممکن است نسخه‌ای از این فیلم در آرشیو سینمایی روسیه موجود باشد.

## سانسور
این فیلم نیز مانند خیلی از فیلم‌های هم‌دوره خود مورد سانسور و جرح و تعدیل توسط هیئت‌های سانسور محلی و ایالتی قرار گرفت. برای مثال هیئت سانسور شیکاگو درخواست کرده بود تا صحنه بوسه زن و معشوقه‌اش در حلقه ۳ فیلم، صحنه بوسه معشوقه بر شانه زن و بوسه زن متأهل و معشوقه‌اش در حلقه ۴ و نمایش مهمانی و زن برهنه در ساحل در حلقه ۷ از فیلم حذف شود.